# Louis (munt)
De louis of de louis d’or (gouden louis) is de gebruikelijke benaming voor gouden munten die geslagen werden tussen 1640 en 1792 in het koninkrijk Frankrijk. Nadien werd het muntstuk van twintig Franse frank nog louis geheten alsook napoléon. In de numismatiek wordt een gouden louis in strikte zin enkel gebruikt voor de periode 1640-1792. Minder vaak werd een zilveren louis geslagen, genoemd louis d’argent of louis blanc (witte louis).
De naam voor de louis komt van Lodewijk XIII, koning van Frankrijk en Navarra, die de eerste was om zulke munten te laten slaan.

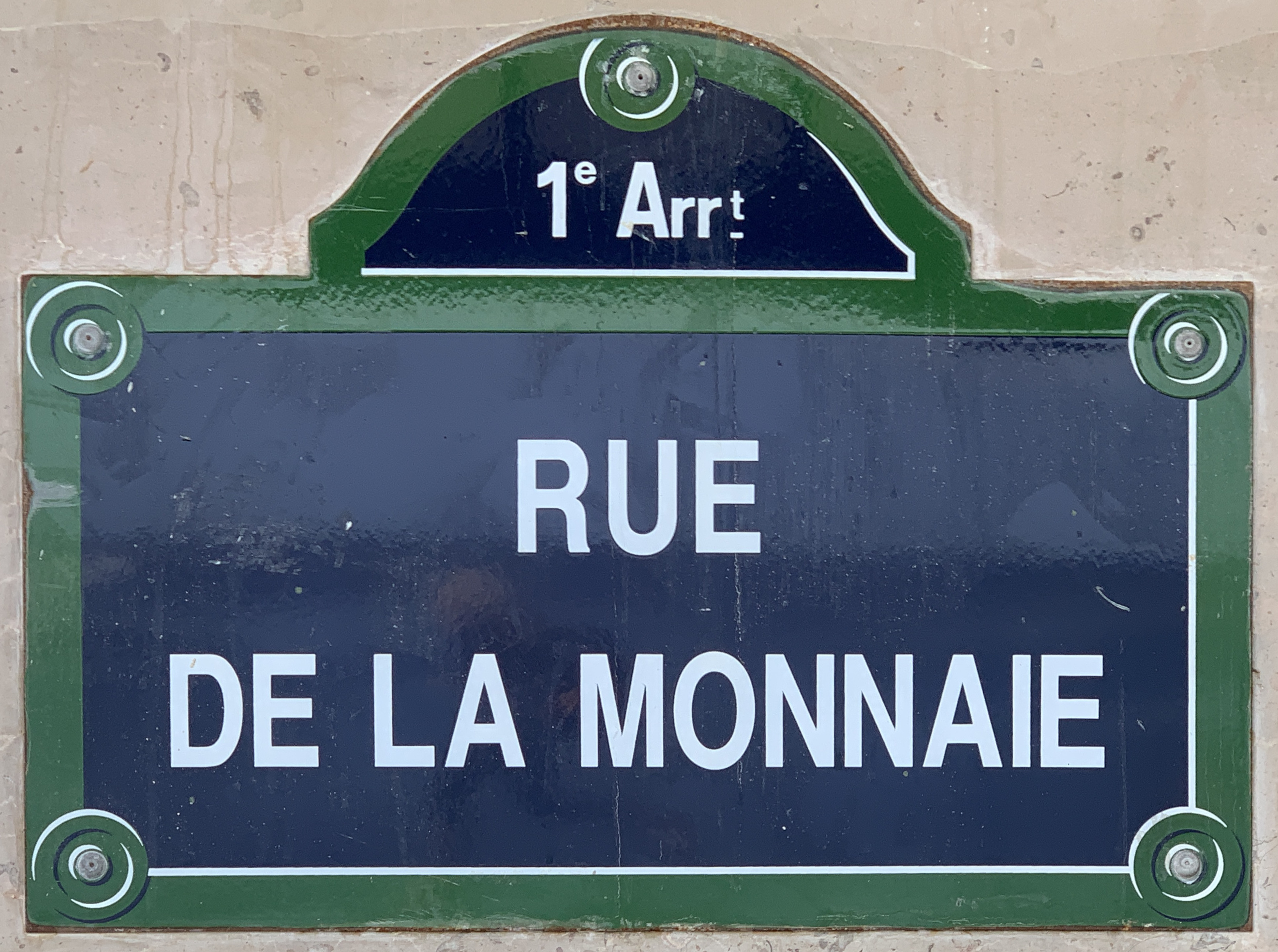
Muntstraat in Parijs, waar ooit het Muntatelier stond

## Ontstaan
In 1640 laat Lodewijk XIII via Claude de Bullion, staatsraad en surintendant van financiën, het Franse monetaire systeem hervormen. Het doel was de munt te stabiliseren, vertrouwen te wekken en te rivaliseren met de Spaanse munt zoals de dubloen of pistool. Door de hervorming moesten betalingen versnellen, die tot dan toe gebeurden met schuldorders op papier; ook moesten beleggingen mogelijk worden.
Voor de hervorming kende Frankrijk al een gouden munt: de écu of kroon. Lodewijk XIII liet écu’s van 3,375 g slaan, wat in die tijd overeenkwam met vijf livre tournois (ponden van de stad Tours) plus 15 sols of sous, of uitgedrukt in denariën 1.380 denariën. Het muntstelsel pond van Tours / sol / denarie zou overigens in voege blijven tot het jaar 1795. Frankrijk kende eveneens zilveren écu’s.
Bovenop het bestaande muntsysteem voegde Claude de Bullion de louis in. De beslissing van een gouden louis te introduceren werd genomen in Saint-Germain-en-Laye op 31 maart 1640. De gouden louis woog 6,752 g; zijn waarde is deze van twee gouden écu’s ofwel 11 ponden van Tours plus 10 sols. In boekhoudingen in Frankrijk werd voor grote bedragen sindsdan gouden louis en ponden van Tours gehanteerd. Bijvoorbeeld kostte een schilderij 10 gouden louis in het jaar 1645. De komst van de gouden louis verving dus niet bestaande munten. Het was de aanvulling om grote bedragen te betalen en te berekenen. Zo kwam de waarde van de gouden louis los van waardeschommelingen van het pond van Tours die onderhevig was aan de wisselkoers met buitenlands geld. Bovendien kon de koning op elk moment vrij de waarde van de louis op meer of minder ponden van Tours vastleggen. De doelstelling om beleggingen te stimuleren werd gehaald, want het was een zekere munt. Deze situatie bleef bestaan tot de Franse Revolutie. De gouden louis geraakte ook in grote getale in Zwitserland, waar ze in bewaring werden gegeven. Kantons gaven eind 18e eeuw een eigen kopie uit van de gouden louis; deze werden doublons (Frans) of Duplone (Duits) genoemd. Dit was het geval in kanton Solothurn in 1787, Bern in 1793, Luzern in 1794 en Bazel in 1795.

## Productie

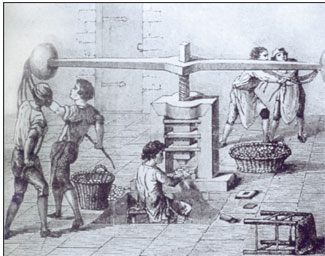
Franse schroefpers

Sinds de regering van koning Hendrik II nam de productie van geschroefde munten progressief toe, dit in tegenstelling tot de middeleeuwse methode van munten slaan met de hamer. Het gebruik van de schroefpers liet om munten met precisie en met een vast productieritme te vervaardigen. Kardinaal de Richelieu stond helemaal achter het gebruik van de schroefpers. De kardinaal liet de methode van de Luikenaars Jean Warin en zoon François Warin uitrollen en legde deze methode, genoemd de ‘Delaunay schroefpers’ op aan alle muntateliers van het land.
Vijf types van louis kwamen uit de Franse muntateliers: de demi-louis, de één-louis, de dubbele louis, de viervoudige louis en de tien-louis. Deze waren de meest gebruikelijke. In mindere mate verschenen er wel eens kleine reeksen van grotere waarden: de acht-louis, de zestien-louis en de twintig-louis. De twintig-louis is de grootste en zwaarste munt ooit geweest die de Fransen fabriceerden; zij woog 135,03 g. Reeksen van hoge muntwaarde dienden als hebbeding en als prestigieus geschenk en de Munt van Parijs liet ze daarom nooit als betaalmiddel circuleren. Deze prestigieuze munten waren vooral het werk van Jean Warin, de Luikse medailleur.

## Courante munten louis
Hierna volgen de waarden van de gouden louis uitgedrukt in livres tournois of ponden van Tours, alsook de diameter en het gewicht.
- Halve gouden louis: waarde van 5 livres tournois of 100 sols, met een diameter van 20 mm en een gewicht van 2 denariën en 15 grein, omgerekend 3,376 g.[4]
- Eén gouden louis: waarde van 10 livres tournois, met een diameter van 25 mm en een gewicht van 5 denariën en 6 grein, omgerekend 6,752 g.
- Dubbele gouden louis: waarde van 20 livres tournois met een diameter van 28,5 mm en een gewicht van 10 denariën en 12 grein, omgererkend 13,47 g.
- Quadruple gouden louis: waarde van 40 livres tournois met een diameter van 35 mm en een gewicht van 26,88 g.
- Tien gouden louis: waarde van 100 livres tournois met een diameter van 44 mm en een gewicht van 67,518 g.

## Types louis naargelang de vorst

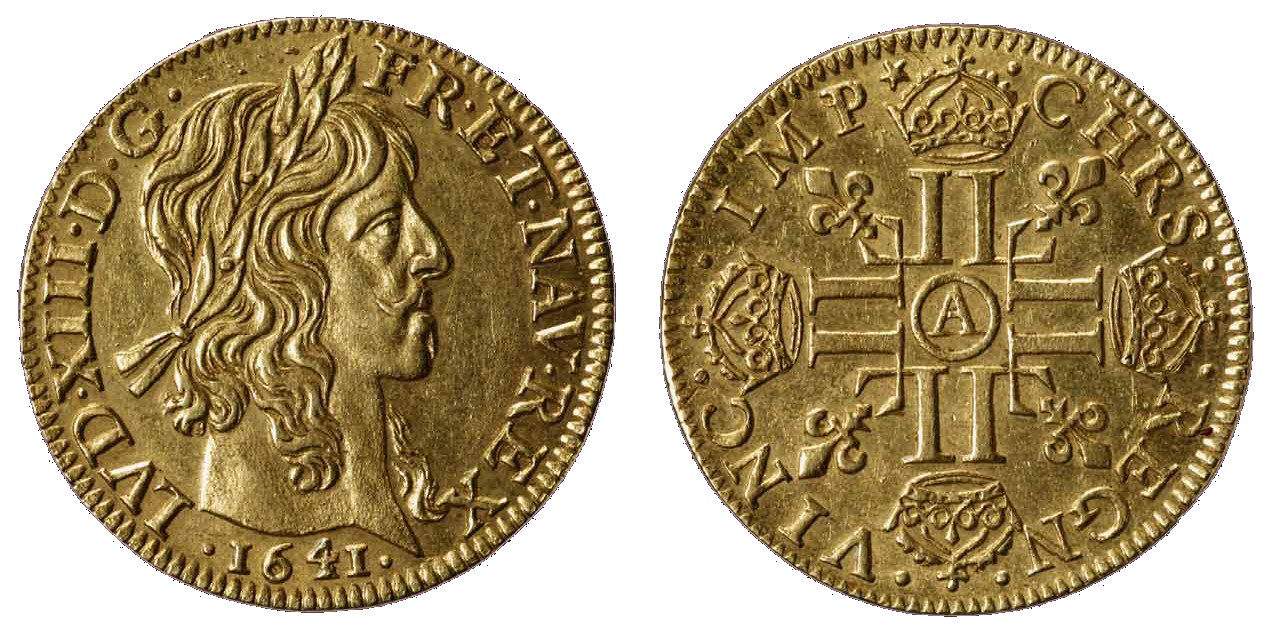
Louis, munt ten tijde van koning Lodewijk XIII van Frankrijk

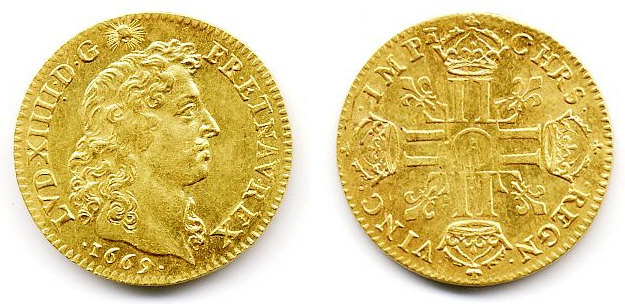
Louis, munt ten tijde van koning Lodewijk XIV, bijgenaamd de Zonnekoning

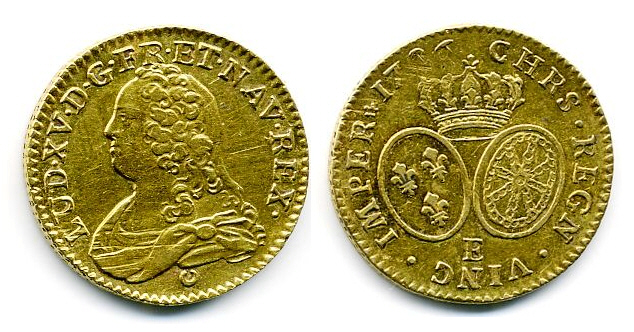
Louis, munt ten tijde van koning Lodewijk XV, bijgenaamd Lodewijk de Geliefde

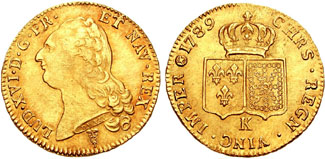
Louis, munt ten tijde van koning Lodewijk XVI, tot de Franse Revolutie

### Lodewijk XIII
Deze munt werd vanaf 1641 vervaardigd en heeft de volgende kenmerken:
- Voorzijde: het gelauwerde hoofd van de vorst, kijkend naar rechts. De legende in het Latijn is als volgt: Lodewijk XIII, koning van Frankrijk en Navarra bij de genade Gods.
- Achterzijde: het monogram bestaat uit een kruis dat gevormd wordt door 8 maal de letter ‘L’, twee aan twee gespiegeld. Elk uiteinde van het kruis draagt een kroon. De kronen worden gescheiden door de lelie. In het centrum van het kruis staat een letter die een code is van het muntatelier. De legende in het Latijn is als volgt: Christus regeert, overwint en beveelt.

Dit is de typische munt van de hand van de graveur-medailleur Jean Warin, die afkomstig was uit het prinsbisdom Luik.

### Lodewijk XIV
De Zonnekoning liet de gouden louis vervaardigen vanaf 1669. De munt kreeg de bijnaam ‘met de acht letters L’ en heeft de volgende kenmerken:
- Voorzijde: het gelauwerde hoofd van de vorst, kijkend naar rechts. De legende stelt in het Latijn: Lodewijk XIV, koning van Frankrijk en Navarra bij de genade Gods.
- Achterzijde: het monogram bestaat uit een kruis dat gevormd wordt door 8 maal de letter ‘L’, twee aan twee gespiegeld. Elk uiteinde van het kruis draagt een kroon. De kronen worden gescheiden door de lelie. In het centrum van het kruis staat een letter die een code is van het muntatelier. De legende in het Latijn is als volgt: Christus regeert, overwint en beveelt.

Er bestaan varianten van deze gouden louis uit de tijd van de Zonnekoning: ‘jonge vorst met lange haarlokken’, ‘met schild’, ‘oude munt met vier letters L’ en nog enkele andere.

### Lodewijk XV
De munten verschenen vanaf het jaar 1726. Zij werden genoemd ‘met de bril’. De kenmerken zijn:
- Voorzijde: buste van de vorst kijkend naar links. De legende in het Latijn is als volgt: Lodewijk XV, koning van Frankrijk en Navarra bij de genade Gods.
- Achterzijde: het monogram bestaat uit de twee schilden van Frankrijk en Navarra die schuin opgesteld staan. Daarboven staat een koningskroon. Onderaan staat de lettercode van het muntatelier. De legende in het Latijn is: Christus regeert, overwint en beveelt.

De meester-graveur van dit ontwerp was Norbert Roëttiers (1666-1727) die afkomstig was uit Antwerpen in de Spaanse Nederlanden. De varianten ten tijde van de regering van Lodewijk de Geliefde waren talrijk. Ze droegen namen zoals ‘in de zon’ (1715), ‘met eretekens’ (1716), ‘de Noailles’ (1717), ‘met het Maltezerkruis’ (1718-1719), ‘met de twee letters L’ (1720-1723), ‘mirliton’ (1723-1725), ‘met geklede buste’ (1734), ‘met band’ (1769) en ‘met het oude hoofd’ (1771).

### Lodewijk XVI
Een nieuwe gouden louis kwam er met de financiële hervorming door Charles-Alexandre de Calonne, graaf van Hannonville (1734-1802). Deze graaf was de aartsrivaal van de minister van financiën Necker. Hij bekleedde het ambt van contrôleur général des finances. In 1785 kwam er een nieuwe gouden louis, die gebruikt werd tot kort na de Franse Revolutie, tot in het jaar 1792.
- Voorzijde: hoofd van de vorst kijkend naar links. De legende in het Latijn luidt als volgt: Lodewijk XVI, bij de genade Gods, koning van Frankrijk en Navarra. De lettercode van het muntatelier staat onder het hoofd.
- Achterzijde: het monogram bestaat uit de beide wapenschilden van Frankrijk en Navarra met bovenaan een koningskroon. De legende in het Latijn stelt Christus regeert, overwint en beveelt.

Varianten zijn: ‘met palmen’ (1774), ‘met geklede buste’ (1774-1785) en ‘met de hoorn’ (1786).

## Afschaffing
Eind 1792 verdween de gouden louis met de beeltenis van Lodewijk XVI. Zij werd vervangen door een munt van de graveur Augustin Dupré (1748-1833). De munt werd genoemd ‘au génie’. Op de nieuwe munt was er melding van de Grondwet van 1791 en, wat van financieel belang was, de waarde ervan lag numeriek vast, wat niet het geval was in het Ancien Régime.